# Andy Todd
Andrew John James "Andy" Todd (Derby, 1974. szeptember 21. –) angol labdarúgó, aki jelenleg a Derby County csapatában játszik.

## Pályafutása

### A kezdetek
Todd ifiként a Middlesbrough játékosa volt, ennél a klubnál 1992-ben profiként is bemutatkozott. 1995-ben kölcsönben a Swindon Townhoz került, majd ugyanebben az évben leigazolta a Bolton Wanderers. Négy évet töltött itt, ami alatt két gólt lőtt és megnyerte a csapattal a másodosztályt. Toddnak 1999-ben távoznia kellett, mivel állítólag eltörte a menedzserasszisztens, Phil Brown állkapcsát és arccsontját.

### Charlton Athletic
Todd a Boltontól a Charltonhoz került, ahol karrierje során másodszor másodosztályú bajnok lett. Egy edzésen összetűzésbe keveredett egy meg nem nevezett játékossal (későbbi állítások szerint Dean Kiely volt az, ami miatt megkérdejeleződött a jövője a csapatnál. 2002 februárjában kölcsönben a Grimsby Townhoz igazolt, akiknek sokat segített a bent maradásban.

### Blackburn Rovers
2002 májusábanl elfogadta a Blackburn ajánlatát, mivel szeretett volna egy nagyobb, elismertebb gárdában futballozni, eleinte azonban alig kapott lehetőséget. 2003 telén piros lapot kapott, miután megrúgta Chritophe Dugarryt, amikor a labda a közelben sem volt.
A 2003/04-es szezonban Todd átadólistára került, a Burnley kölcsön is vette. Folyamatos jó teljesítménye miatt a Rovers visszahívta és bekerült a kezdő tizenegybe. Az idény végén megválasztották a csapat akkori legjobbjának. A következő évadban Mark Hughes menedzser neki adta a kapitányi karszalagot Barry Ferguson eladása után. Ismét ő lett a Blackburn legjobbja és segített a csapatnak bejutni az UEFA-Kupába.
A 2006/07-es pontvadászat során Todd egyre nehezebben tudott bekerülni a csapatba és Hughes is kijelentette, hogy hajlandó megválni tőle. A Derby County, a Sunderland, a Birmingham City, a Wigan Athletic és a Portsmouth is szerette volna megszerezni.

### Derby County
Todd 2007 nyarán a Derby játékosa lett, bemutatkozó meccsén egyenlítő gólt szerzett a Portsmouth ellen. Teljesítménye azonban hamar hanyatlani kezdett, a Preston North End elleni megalázó FA Kupa-vereség során két hibát is elkövetett, ami miatt Paul Jewell menedzser nem éppen irodalmi stílusban beszélt vele.